# Imaginile Purkinje

## Definiție
Imaginile sau figurile Purkinje sunt reflexiile unui obiect luminos sau luminat pe fețele mediilor transparente ale ochiului.
Primele trei corespund cu fețele convexe (cea anterioară și cea posterioară a corneei, cea anterioară a cristalinului) iar cea de-a patra cu fața posterioară a cristalinului.
Primele trei dintre aceste reflecții, P1-P3 se formează în   "oglinzi"  convexe, deci sunt virtuale. Doar a patra imagine, P4, este reală.
Jocul lor permite identificarea poziției globilor oculari.

## Importanță semantică
Tocmai acest joc a dat originea cuvântului grecesc  κόρη  pentru pupilă - un etimon aflat atât la 'horă' cât și la κορέω (mătur), coregrafie sau păpușică.
În mod semnificativ, în perioada pre-homerică,  κόρη  era mai degrabă femininul lui  κόρος, tânăr puber, abia adolescent, "bun pentru lucru acasă, dar nu încă pentru purtarea armelor".
Sensul de "fecioară, fată" a lăsat loc, la Homer, celui de "tânără concubină", aplicându-se de pildă la Briseis.

## Importanță practică
Pozițiile și dimensiunile relative ale acestor patru imagini, împreună cu legile reflexiei pe suprafețe curbe, alcătuiesc bazele unui algoritm simplu, cu ajutorul căruia se poate afla poziția pupilei doar prin analiza figurilor Purkinje.
Dispozitivele de urmărire a poziției ochilor bazate pe analiza în timp real a reflexiilor Purkinje sunt cele mai rapide și mai precise.
Prima descriere cunoscută a opticii și fiziologiei imaginilor eponime aparține enciclopedistului ceh (pe atunci "boemian") Jan Evangelista Purkinje și datează din perioada imediat următoare începutului anilor 1800.
Alte aplicații ale imaginilor Purkinje sunt de domeniul strict al oftalmologiei, biomicroscopiei, al  tehnologiei perifericelor de intrare-ieșire sau cercetărilor din cadrul ergonomiei.